# علی‌اکبر صفی‌پور
علی‌اکبر صفی‌پور سیاست‌مدار ایرانی بود، که در  دوره بیست و یکم   بعنوان نماینده نهاوند در مجلس شورای ملی حضور داشت.